# Diocesi di Satafis
La diocesi di Satafis (in latino: Dioecesis Satafensis in Mauretania Sitifensi) è una sede soppressa e sede titolare della Chiesa cattolica.

## Storia
Satafis, identificabile con Aïn El Kebira nell'odierna Algeria, è un'antica sede episcopale della provincia romana della Mauritania Sitifense.
Una comunità cristiana a Satafis è attestata dalle epigrafi fin dagli inizi del IV secolo, come pure l'esistenza di un clero locale, grazie alla scoperta della tomba del presbiter Securus, morto a 56 anni d'età nel 363. Tra gli epitaffi scoperti a Aïn El Kebira, si trova anche quello di Ianuaria, ancilla Christi, morta a 60 anni d'età, e la cui mensa fu dedicata da Aviano Crescente il 24 giugno 324 (o 329); secondo Mesnage questo personaggio potrebbe essere un vescovo di Satafis, cosa di cui non fa alcuna menzione la prosopografia di Mandouze.
A questa antica diocesi africana sono attribuiti con certezza tre vescovi. Alla conferenza di Cartagine del 411, che vide riuniti assieme i vescovi cattolici e donatisti dell'Africa romana, presero parte il cattolico Adeodato e il donatista Urbano. Mandouze identifica Adeodato con l'omonimo vescovo, che sottoscrisse, senza indicazione della sede di appartenenza, al 29º posto, la lettera sinodale del concilio antipelagiano celebrato a Milevi nel 416.
Terzo vescovo noto è Festo, il cui nome appare al 6º posto nella lista dei vescovi della Mauritania Sitifense convocati a Cartagine dal re vandalo Unerico nel 484; Festo, come tutti gli altri vescovi cattolici africani, fu condannato all'esilio.
Dal 1933 Satafis è annoverata tra le sedi vescovili titolari della Chiesa cattolica; la sede è vacante dal 7 febbraio 2024.

## Cronotassi

### Vescovi residenti
- Aviano Crescente ? † (menzionato nel 324)
- Adeodato † (prima del 411 - dopo il 416 ?)
  - Urbano † (menzionato nel 411) (vescovo donatista)
- Festo † (menzionato nel 484)

### Vescovi titolari
- Antonio Teutonico † (31 marzo 1966 - 31 maggio 1978 deceduto)
- Franjo Komarica (28 ottobre 1985 - 15 maggio 1989 nominato vescovo di Banja Luka)
- Norberto Eugenio Conrado Martina, O.F.M. † (8 novembre 1990 - 7 marzo 1998 dimesso)
- Sergio Alfredo Fenoy (3 aprile 1999 - 5 dicembre 2006 nominato vescovo di San Miguel)
- Peter Anthony Libasci (3 aprile 2007 - 19 settembre 2011 nominato vescovo di Manchester)
- Rutilo Felipe Pozos Lorenzini (6 dicembre 2013 - 15 settembre 2020 nominato vescovo di Ciudad Obregón)
- Eduardo Muñoz Ochoa (27 novembre 2020 - 7 febbraio 2024 nominato vescovo di Autlán)